# ВЕС Кісігманд
ВЕС Кісігманд – вітрова електростанція в Угорщині, в медьє (графстві) Комаром-Естергом.
Майданчик для станції обрали на півночі країни біля кордону зі Словаччиною. Спорудження станції розпочалось у 2008-му, а наступного року тут ввели в експлуатацію 25 вітрових турбін іспанської компанії Gamesa типу G90/2000 із одиничною потужністю 2 МВт та діаметром ротору 90 метрів.